# Haidăi

Stema comitatului Hajdú

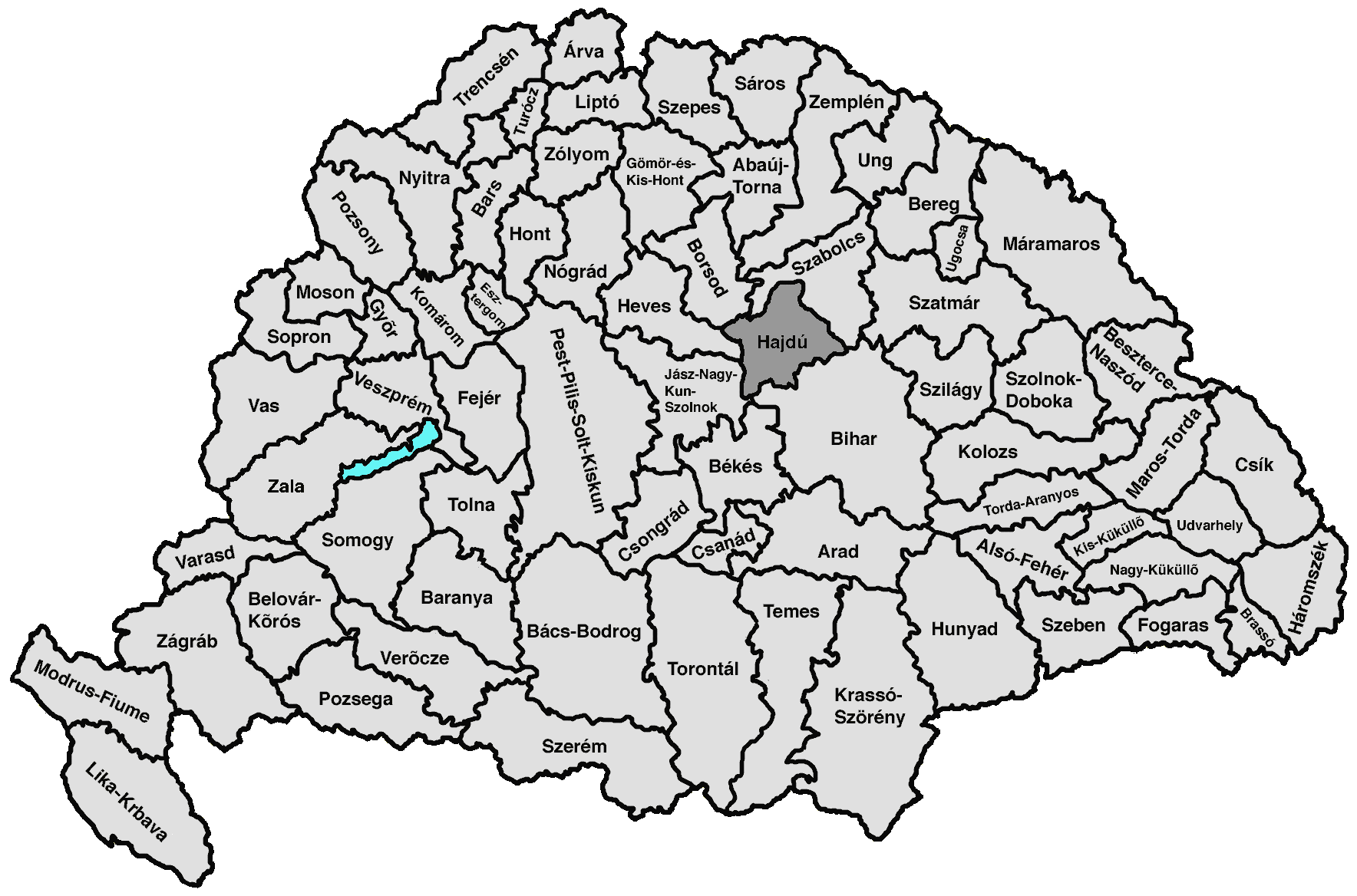
Comitatul Hajdú (Hajdúság) în cadrul Regatului Ungariei

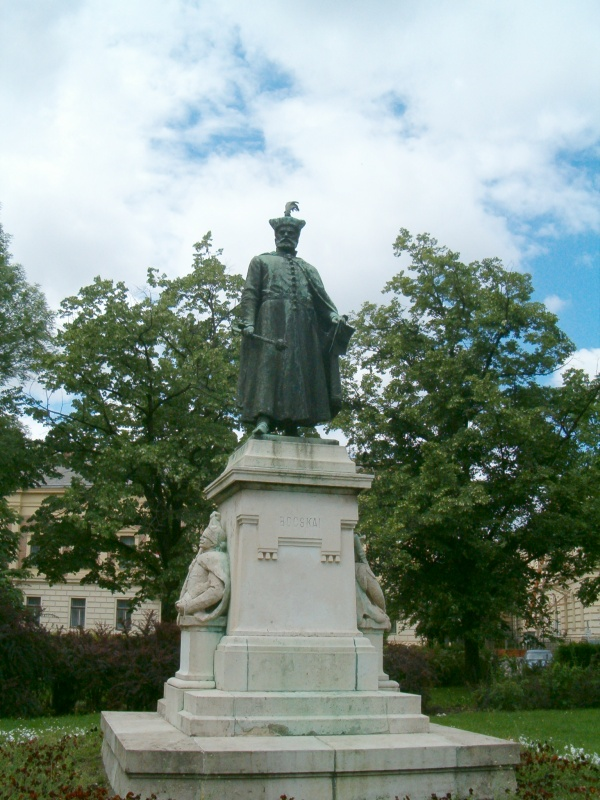
Statuia lui Ştefan Bocskai din Debreţin

Haidăii, denumiți și haiduci (în maghiară hajdúk), este o fostă populație războinică privilegiată, provenită din rândurile iobagilor fugari, a micilor nobili sărăciți, a târgoveților, a oștenilor cetăților mărginașe, a iașilor (jassi), cumanilor și secuilor, care trăiește în regiunea Hajdúság (fostul comitat Hajdú, azi județul Hajdú-Bihar din estul Ungariei).

## Etimologie
Majoritatea cercetătorilor consideră că rădăcina cuvântului hajdú derivă din termenul hajtó (cel care mână animale). O altă ipoteză, propusă de Imre Dankó, afirmă că etimologia cuvântului hajdú provine din termenul hajde, îndemn folosit la mai multe populații din zonă la mânatul vitelor. În limba română, termenii haidău și haiduc au origine maghiară.

## Originea haidăilor
Haidăii nu pot fi considerați un grup etnic. Aceștia erau inițial negustori de vite, obișnuiți să-și apere cu armele animalele mânate către târgurile de desfacere, uneori pe trasee lungi și periculoase. Ca urmare a necesității de combatanți pentru războaiele cu turcii, ei au devenit războinici mercenari. Haidăii își ofereau serviciile diferiților feudali sau luptau în armată regală ca mercenari ieftini; majoritatea lor trăia însă în comunități libere în așteptarea solicitărilor ce nu întârziau să vină din partea părților aflate în conflict.

## Așezarea haidăilor
Așezarea haidăilor, împroprietărirea și înzestrarea lor cu privilegii precis formulate s-a realizat în timpul principelui Ștefan Bocskai. Prin actul emis la 12 decembrie 1605, la Korpona, au fost așezați un număr de 9.254 de haidăi "viteji" pe pustele Kálló, Nánás, Dorog, Hadház, Vámospércs, Sima și Vid. Ca model al privilegiilor cu care a fost înzestrată această comunitate, s-a folosit statutul de autonomie al secuilor. În anul următor, tot Bocskai va înzestra cu privilegii și un alt grup de haidăi pe care-l va așeza pe pusta Kölesér, de unde ei se vor muta tot în același an la Salonta.

## Organizare
În fruntea districtului haidăilor se afla prim-căpitanul (în maghiară főkapitány) numit de rege, fiecare oraș alegându-și singur căpitanul (în maghiară kapitány), căte doi hotnogi (în maghiară hadnagy) și caporalii (în maghiară tizedes) aflați în fruntea cartierelor. Privilegiile și identitatea specifică a haidăilor au însemnat multă vreme o garanție a loialității de grup a membrilor ei, reprezentanții aleși ai "celor șapte orașe haidăiești" acționând -aidoma secuilor- în numele "Universității" lor (în latină Universitas septum liberorum oppidorum hajdonum).